# Puya alpestris
Puya alpestris je trvalka z čeledi broméliovitých původem z chilských And. Roste na suchých místech kopců a skalních výběžků ve středním a jižním Chile v nadmořských výškách až 2200 metrů. Je to jeden z nejjižněji se vyskytujících druhů svého rodu. Tuhé listy vyrůstají v růžici na krátkém stonku a na okrajích jsou hrotité.
Puya alpestris je jedním z mála druhů rodu Puya, které se pěstují v některých parcích a zahradách jako okrasné rostliny. Ve své vlasti Puya alpestris kvete mezi říjnem a prosincem. Její vysoká vzpřímená latovitá květenství s mnoha modrými květy poskytují množství nektaru a lákají kolibříky a další opylující ptáky. Po odkvětu a vysemenění rostlina zpravidla odumírá.

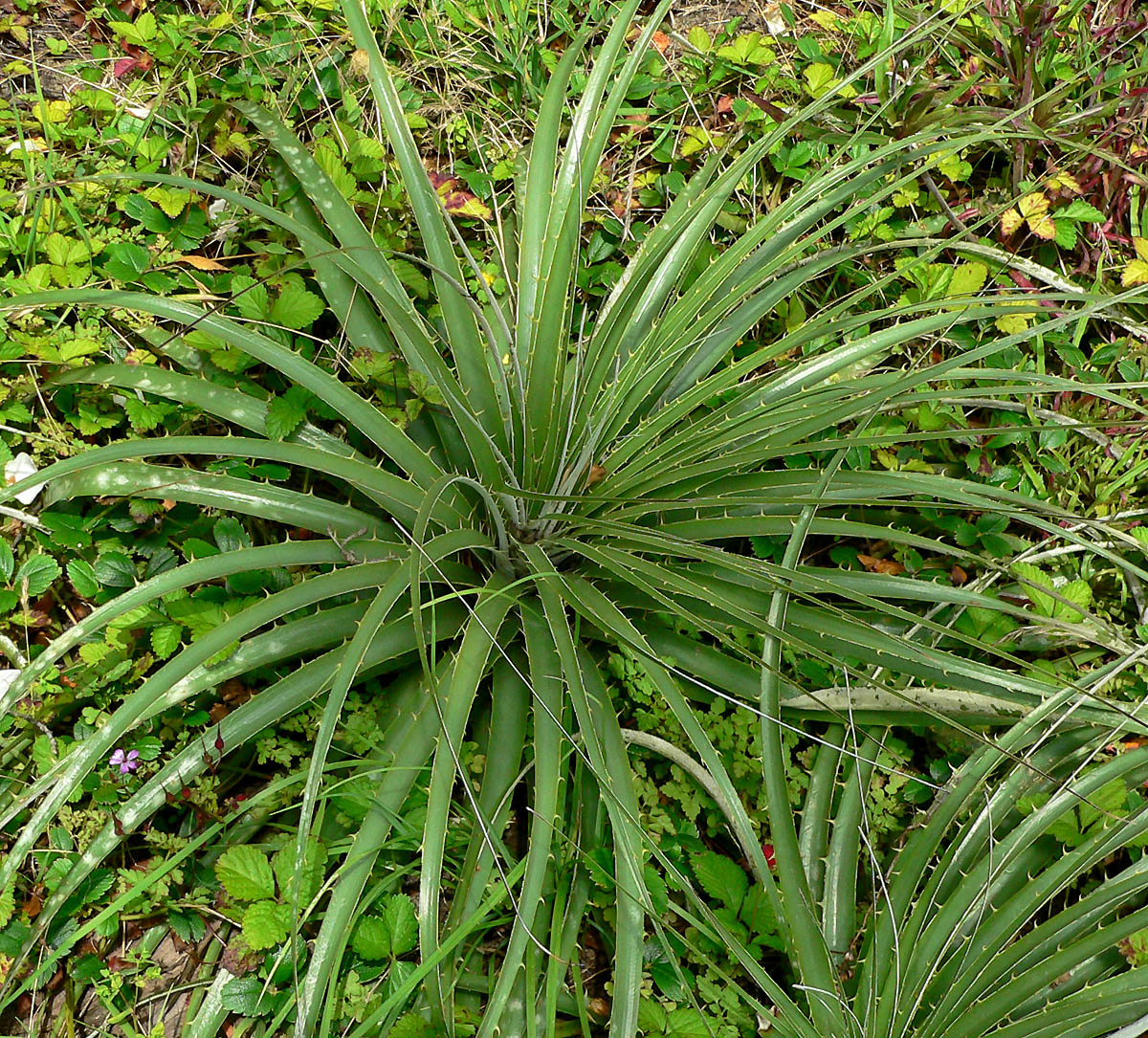
Přízemní růžice
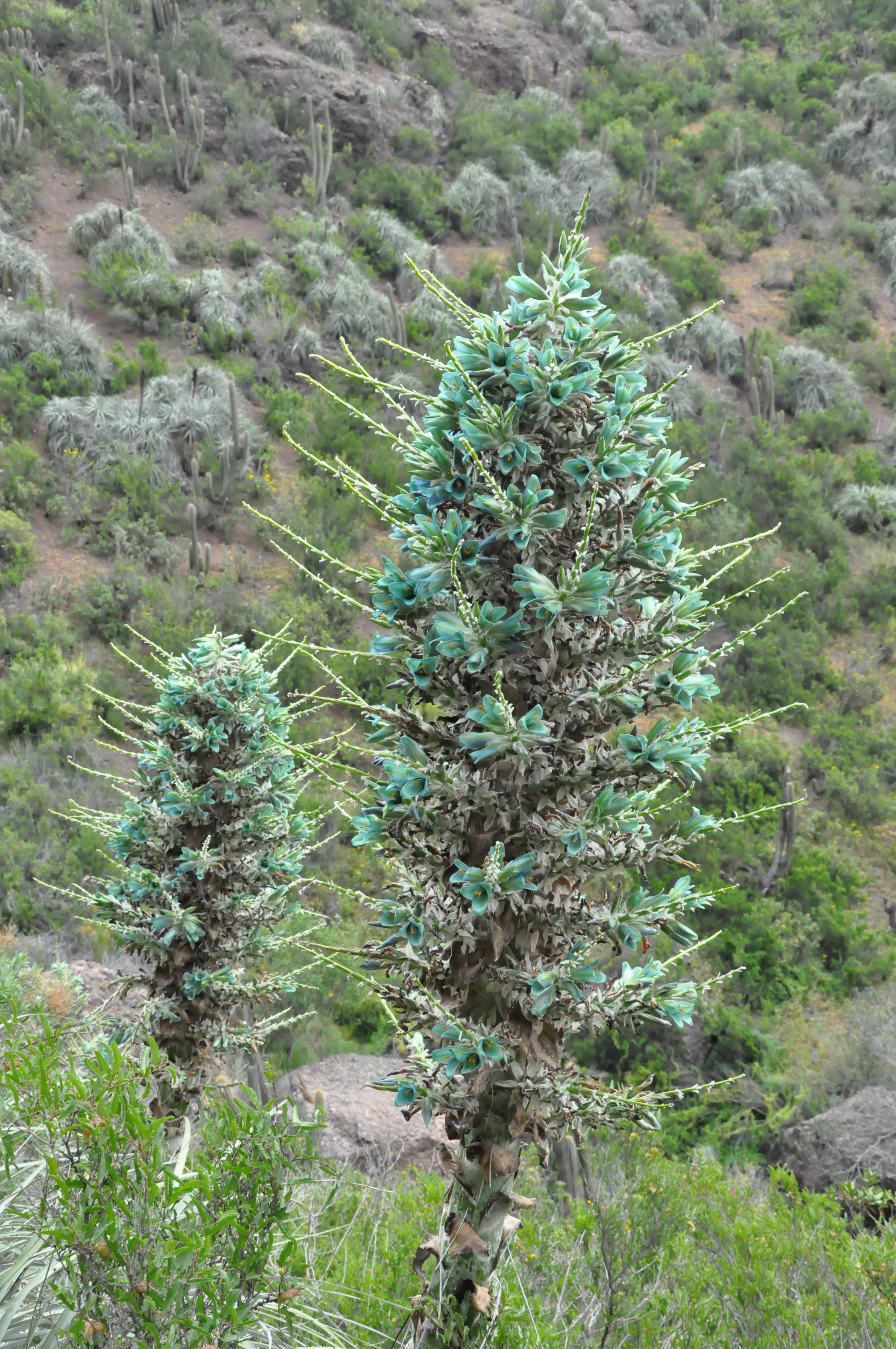
Květenství
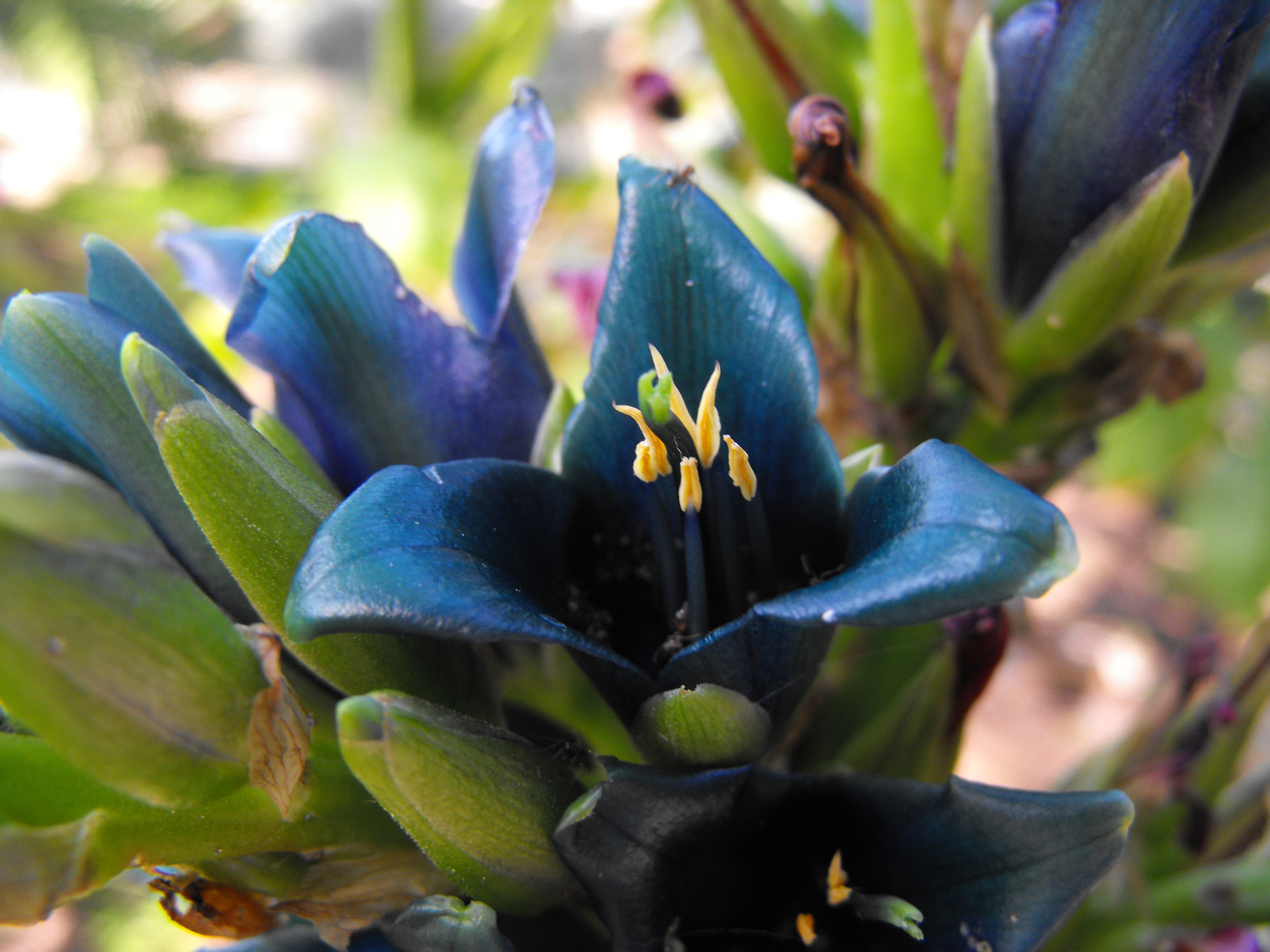
Detail květu